# Gréta Gurisatti
Gréta Gurisatti, född 14 maj 1996 i Dunaújváros, är en ungersk vattenpolospelare.
Gurisatti gjorde 14 mål när Ungerns damlandslag i vattenpolo tog EM-brons i Budapest 2020 och hon ingick i det ungerska landslag som tog brons i vattenpoloturneringen vid olympiska sommarspelen 2020.
Gurisatti tog VM-silver i samband med världsmästerskapen i simsport 2022 i Budapest.